# Феррейра де Каштру, Жозе Мария
Жозе́ Мари́я Ферре́йра ди Ка́штру (24 мая 1898,  Оливейра-ди-Аземейш, Португалия — 29 июня 1974, Порту, Португалия) — португальский писатель, редактор и журналист. Президент Ассоциации журналистов Португалии (с 1926). Президент Союза писателей Португалии (с 1962).

## Биография
Родился в бедной семье. Отец его умер рано. В возрасте 12 лет он в поисках средств к существованию эмигрировал в Бразилию. Бродяжничал, испытал всю тяжесть четырёхлетней работы по добыванию каучука и хорошо изучил условия труда и социальные отношения на бразильских плантациях, что впоследствии нашло отражение в его романе «Сельва» (A selva, 1930), который рассказывает о жизни сборщиков каучука в амазонских джунглях и показывает борьбу тропической природы Бразилии и простого рабочего. Поэтические описания сельвы служат фоном, на котором развертываются трагические судьбы наёмных рабочих. Условия «Зелёного ада» приводят как батраков, так и их хозяев к духовной опустошенности и нравственному одичанию, вынуждают людей идти на сделку с совестью. Трагедия героя, поступившегося своими нравственными идеалами, является одним из центральных моментов романа.

После Первой мировой войны в 1919 году вернулся в Португалию. Учился в Лиссабоне. Занялся там журналистской работой, а потом литературной деятельностью. Стал первым редактором ежедневной газеты O Século (в которой прославился своим эксклюзивным интервью с Имоном де Валера, а также тем, что намеренно сел в лиссабонскую тюрьму, чтобы описать жизнь заключённых). Также редактировал анархо-синдикалистское издание A Batalha и еженедельную газету O Diabo. Был известным оппозиционером режиму А. Салазара, участвовал практически во всех ненасильственных акциях протеста против него, однако его мировая известность ограждала его от преследований. 75-летним с энтузиазмом приветствовал Революцию гвоздик и участвовал в последовавшей первомайской демонстрации.

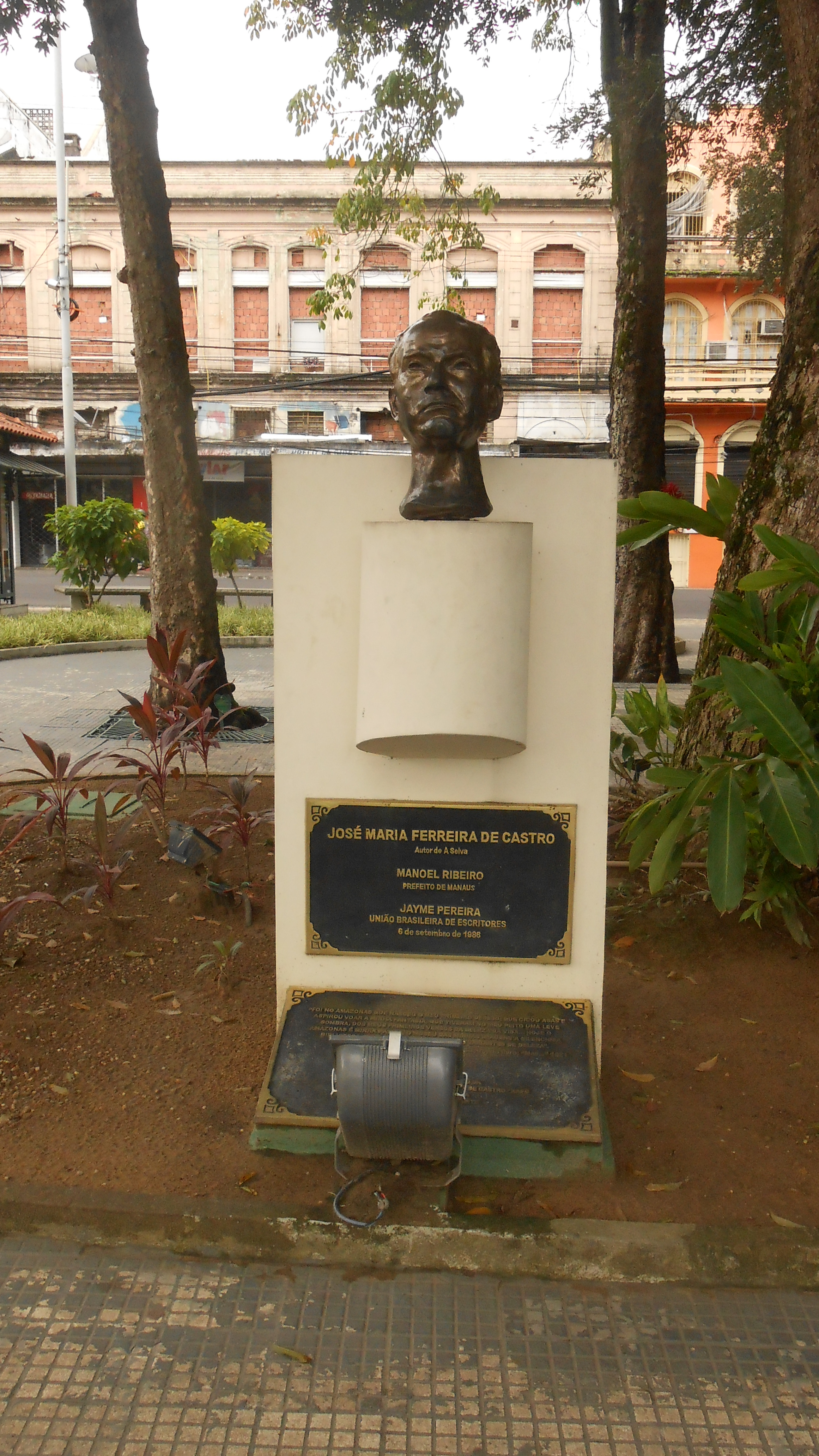
Бюст Феррейра ди Каштру в Манаусе

В 1926 году он стал президентом Ассоциации журналистов Португалии. В 1962 году избран президентом Союза писателей.
Феррейра ди Каштру умер в 1974 году после инсульта.
На родине писателя создан музей.

## Творчество
Автор нескольких книг повестей и рассказов, романов.
Написанный в 1928 роман «Эмигранты» (порт. Emigrantes) выдвинул его в первые ряды молодых писателей Португалии. Роман посвящён разоблачению рабских условий труда на кофейных плантациях Бразилии. Прекрасное знание всей описываемой обстановки позволило Феррейре ди Каштру нарисовать ряд картин значительной яркости и силы. Жестокий реализм в показе человеческого существования он сочетает с восторженным описанием тропического пейзажа. Следует также отметить мастерство Феррейры ди Каштру в живом и интенсивном развитии сюжета. Писателю также принадлежит авторство таких произведений, как роман «Поворот дороги» (1950), рассказывающий об освободительной войне испанцев в период 1936—1939 годов; роман «Высший инстинкт» (1968) — об амазонских индейцах и др.
Также был известен своей туристической литературой, его книга A Volta ao Mundo рассказывает о путешествиях Феррейры ди Каштру по всему миру в начале Второй мировой войны.

## Избранные произведения
- Criminoso por Ambição, 1916
- Alma Lusitana, 1916
- Rugas Sociais, 1917
- Mas …, 1921
- Carne Faminta, 1922
- O Êxito Fácil, 1923
- Sangue Negro, 1923
- A Boca da Esfinge, 1924
- A Metamorfose, 1924
- A Morte Redimida, 1925
- Sendas de Lirismo e de Amor, 1925
- A Epopeia do Trabalho, 1926
- A Peregrina do Mundo Novo, 1926
- O Drama da Sombra, 1926
- A Casa dos Móveis Dourados, 1926
- O voo nas Trevas, 1927
- Emigrantes, Roman, 1928
- A Selva, 1930
- Eternidade, 1933
- Terra Fria, Roman, 1934
- Sim, uma Dúvida Basta, 1936
- O Intervalo, 1936
- Pequenos Mundos, Velhas Civilizações, 1937
- A Volta ao Mundo, 1940
- A Tempestade, 1940
- A Lã e a Neve, Roman, 1947
- A Curva na Estrada, 1950
- A Missão, 1954
- As Maravilhas Artísticas do Mundo, Band I, 1959
- As Maravilhas Artísticas do Mundo, Band II, 1963
- O Instinto Supremo, 1968
- Os Fragmentos, 1974